# Tournoi de tennis de Nanchang
Le tournoi de Nanchang (Chine) est un tournoi de tennis féminin, classé depuis 2016 en catégorie International, se disputant sur dur chaque année en juillet.
Les deux premières éditions ont lieu en 2014 et 2015 en catégorie WTA 125. À la suite de la suppression du tournoi de Bakou, le Jiangxi Open est promu en catégorie WTA International.

## Palmarès dames

### Simple
| No | Date       | Nom et lieu du tournoi                                 | Catégorie      | Dotation       | Surface        | Vainqueure         | Finaliste      | Score           |                |
| -- | ---------- | ------------------------------------------------------ | -------------- | -------------- | -------------- | ------------------ | -------------- | --------------- | -------------- |
| 1  | 21-07-2014 | Zhonghong Jiangxi International Women's Open, Nanchang | WTA 125        | 115 000 $      | Dur (ext.)     | Peng Shuai         | Liu Fangzhou   | 6-2, 3-6, 6-3   | Tableau        |
| 2  | 27-07-2015 | Jiangxi Women's Tennis Open, Nanchang                  | WTA 125        | 115 000 $      | Dur (ext.)     | Jelena Janković    | Chang Kai-chen | 6-3, 7-66       | Tableau        |
| 3  | 01-08-2016 | Jiangxi Women's Tennis Open, Nanchang                  | Intern'l       | 226 750 $      | Dur (ext.)     | Duan Ying-Ying     | Vania King     | 1-6, 6-4, 6-2   | Tableau        |
| 4  | 24-07-2017 | Jiangxi Open, Nanchang                                 | Intern'l       | 226 750 $      | Dur (ext.)     | Peng Shuai         | Nao Hibino     | 6-3, 6-2        | Tableau        |
| 5  | 23-07-2018 | Jiangxi Open, Nanchang                                 | Intern'l       | 226 750 $      | Dur (ext.)     | Wang Qiang         | Zheng Saisai   | 7-5, 4-0 ab.    | Tableau        |
| 6  | 09-09-2019 | Jiangxi Open, Nanchang                                 | Intern'l       | 226 750 $      | Dur (ext.)     | Rebecca Peterson   | Elena Rybakina | 6-2, 6-0        | Tableau        |
|    | 2020-2022  | Pas de tournoi                                         | Pas de tournoi | Pas de tournoi | Pas de tournoi | Pas de tournoi     | Pas de tournoi | Pas de tournoi  | Pas de tournoi |
| 7  | 16-10-2023 | Jiangxi Open, Nanchang                                 | WTA 250        | 259 303 $      | Dur (ext.)     | Kateřina Siniaková | Marie Bouzková | 1-6, 7-65, 7-64 | Tableau        |

### Double
| No | Date       | Nom et lieu du tournoi                                | Catégorie      | Dotation       | Surface        | Vainqueures                     | Finalistes                        | Score              |                |
| -- | ---------- | ----------------------------------------------------- | -------------- | -------------- | -------------- | ------------------------------- | --------------------------------- | ------------------ | -------------- |
| 1  | 21-07-2014 | Zhonghong Jiangxi International Women's Open Nanchang | WTA 125        | 115 000 $      | Dur (ext.)     | Chuang Chia-jung Junri Namigata | Chan Chin-wei Xu Yifan            | 7-64, 6-3          | Tableau        |
| 2  | 27-07-2015 | Jiangxi Women's Tennis Open Nanchang                  | WTA 125        | 115 000 $      | Dur (ext.)     | Chang Kai-chen Zheng Saisai     | Chan Chin-wei Wang Yafan          | 6-3, 4-6, [10-3]   | Tableau        |
| 3  | 01-08-2016 | Jiangxi Women's Tennis Open Nanchang                  | Intern'l       | 226 750 $      | Dur (ext.)     | Liang Chen Lu Jing-Jing         | Shuko Aoyama Makoto Ninomiya      | 3-6, 7-62, [13-11] | Tableau        |
| 4  | 24-07-2017 | Jiangxi Open Nanchang                                 | Intern'l       | 226 750 $      | Dur (ext.)     | Jiang Xinyu Tang Qianhui        | Alla Kudryavtseva Arina Rodionova | 6-3, 6-2           | Tableau        |
| 5  | 23-07-2018 | Jiangxi Open Nanchang                                 | Intern'l       | 226 750 $      | Dur (ext.)     | Jiang Xinyu Tang Qianhui        | Lu Jing-Jing You Xiaodi           | 6-4, 6-4           | Tableau        |
| 6  | 09-09-2019 | Jiangxi Open Nanchang                                 | Intern'l       | 226 750 $      | Dur (ext.)     | Wang Xinyu Zhu Lin              | Peng Shuai Zhang Shuai            | 6-2, 7-65          | Tableau        |
|    | 2020-2022  | Pas de tournoi                                        | Pas de tournoi | Pas de tournoi | Pas de tournoi | Pas de tournoi                  | Pas de tournoi                    | Pas de tournoi     | Pas de tournoi |
| 7  | 16-10-2023 | Jiangxi Open Nanchang                                 | WTA 250        | 259 303 $      | Dur (ext.)     | Laura Siegemund Vera Zvonareva  | Eri Hozumi Makoto Ninomiya        | 6-4, 6-2           | Tableau        |

## Palmarès messieurs

### Simple
| No | Date       | Nom et lieu du tournoi                     | Catégorie  | Dotation    | Surface      | Vainqueur       | Finaliste       | Score          |  |
| -- | ---------- | ------------------------------------------ | ---------- | ----------- | ------------ | --------------- | --------------- | -------------- |  |
| 1  | 23-06-2014 | Honggutan China International, Nanchang    | Challenger | 50 000 $ +H | Dur (ext.)   | Go Soeda        | Blaž Kavčič     | 6-3, 2-6, 7-63 |  |
| 2  | 14-09-2015 | China International Nanchang, Nanchang     | Challenger | 50 000 $ +H | Dur (ext.)   | Peter Gojowczyk | Amir Weintraub  | 6-2, 6-1       |  |
| 3  | 12-09-2016 | Honggutan China International, Nanchang    | Challenger | 75 000 $ +H | Dur (ext.)   | Hiroki Moriya   | Chung Hyeon     | 4-6, 6-1, 6-4  |  |
| 4  | 16-04-2018 | GangJiang New Area International, Nanchang | Challenger | 50 000 $ +H | Terre (int.) | Quentin Halys   | Calvin Hemery   | 6-3, 6-2       |  |
| 5  | 22-04-2019 | GangJiang New Area International, Nanchang | Challenger | 54 160 $    | Terre (int.) | Andrej Martin   | Jordan Thompson | 6-4, 1-6, 6-3  |  |

### Double
| No | Date       | Nom et lieu du tournoi                     | Catégorie  | Dotation    | Surface      | Vainqueurs                             | Finalistes                         | Score             |  |
| -- | ---------- | ------------------------------------------ | ---------- | ----------- | ------------ | -------------------------------------- | ---------------------------------- | ----------------- |  |
| 1  | 23-06-2014 | Honggutan China International, Nanchang    | Challenger | 50 000 $ +H | Dur (ext.)   | Chen Ti Peng Hsien-yin                 | Jordan Kerr Fabrice Martin         | 6-2, 3-6, [12-10] |  |
| 2  | 14-09-2015 | China International Nanchang, Nanchang     | Challenger | 50 000 $ +H | Dur (ext.)   | Jonathan Eysseric Jürgen Zopp          | Lee Hsin-han Amir Weintraub        | 6-4, 6-2          |  |
| 3  | 12-09-2016 | Honggutan China International, Nanchang    | Challenger | 75 000 $ +H | Dur (ext.)   | Wu Di Zhang Zhizhen                    | Nicolás Barrientos Ruben Gonzales  | 7-64, 6-3         |  |
| 4  | 16-04-2018 | GangJiang New Area International, Nanchang | Challenger | 50 000 $ +H | Terre (int.) | Gong Maoxin Zhang Ze                   | Ruben Gonzales Christopher Rungkat | 3-6, 7-67, [10-7] |  |
| 5  | 22-04-2019 | GangJiang New Area International, Nanchang | Challenger | 54 160 $    | Terre (int.) | Sander Arends Tristan-Samuel Weissborn | Alex Bolt Akira Santillan          | 6-2, 6-4          |  |